# Місце призначення — Місяць
«Місце призначення — Місяць» (англ. Destination — Moon) — драматичний науково-фантастичний художній фільм режисера Ірвіна Пічела, що вийшов на екрани в 1950 році. Створений за віддаленими мотивами роману Роберта Гайнлайна — «Ракетний корабель „Галілео“».
Нагороди: премія «Оскар» за спецефекти і одна номінація за найкращу роботу художника-постановника. Новаторська для свого часу робота, перша кольорова повнометражна науково-фантастична стрічка в історії кінематографа США, що здійснила значний вплив на подальший розвиток жанру.

## Сюжет
Керівник науково-дослідної групи Чарльз Каргрейвс і генерал Томас Теєр проводять експерименти зі створення ракети для виведення штучного супутника на орбіту Землі. Прототип ракети вибухає на стартовому майданчику (подейкують про саботаж з боку потенційного противника). Фінансування проекту з боку держави припиняється. Через два роки генерал зустрічається з експертом з аеронавтики Джимом Барнсом і пропонує почати амбітніший проект — створити ракету, яка змогла б досягти Місяця. Учений висловлює сумніви щодо реальності задуму, але генерал пропонує використовувати ядерний двигун від минулих проектів. Барнс натхненний проектом і починає кампанію зі збору коштів у середовищі приватного капіталу. Повідомлення про те, що США можуть мати пріоритет в освоєнні Місяця, подіяло і джерело фінансування знайдено.
Починається будівництво одноступеневої пілотованої ракети «Luna». Довжина ракети повинна була скласти близько 46 метрів (150 футів), споряджена маса — 250 тонн. Коли проект наближається до кінця, знову лунають голоси критиків, які переконують не починати випробування, оскільки на їхню думку, атомний двигун не пройшов необхідних випробувань і може бути загрозою для життя людини. Побоюючись нових проблем, команда вирішує вирушити до Місяця негайно. В останній момент радист команди Браун зліг у лікарню з апендицитом, і ледве вдається умовити помічника Брауна — Джоя Свіні — замінити його в експедиції. Постановою суду на будь-які дії на космодромі накладено арешт, але команда стартує незважаючи на це. До Місяця вирушають четверо: Каргрейвс, Теєр, Барнс і Суїні. Старт ракети з майданчику в пустелі Мохаве (місцевість Люсерн-Веллі) відбувається успішно, і починається космічна подорож. Астронавти відчувають стан невагомості. У ході польоту виходять з ладу двигуни, і Каргрейвсу доводиться вийти за межі ракети. Черзе те, що його магнітні черевики не спрацювали, Каргрейвса відносить у відкритий космос. З великим зусиллям генералу Теєру вдається повернутися назад, використовуючи імпровізований реактивний двигун з кисневого балона.
Ракета виходить на навколомісячну орбіту й успішно здійснює приземлення в районі кратера Гарпал (Місяць). Перший астронавт, що ступив на Місяць, каже:

Милістю бога і ім'ям Сполучених Штатів, я вступаю у володіння Місяцем для блага всього людства.

При підготовці до відльоту з'ясовується, що через поспіх астронавти не все врахували. Для злету з поверхні Місяця ракети занадто важкі. Обговорюється навіть варіант залишити одного з членів екіпажу, але зрештою команда позбавляється від усього зайвого обладнання, викинувши його через шлюз. Luna стартує до Землі. Замість звичного «„The End“» («Кінець фільму») глядач бачить гасло «This is THE END…of the Beginning» («Це кінець початку…»)

## У ролях

### Головні ролі
| Актор           | Роль             | Примітки                                    |
| --------------- | ---------------- | ------------------------------------------- |
| Джон Арчер      | Джим Барнс       | експерт з аеронавтики, учений               |
| Ворнер Андерсон | Чарльз Каргрейвс | керівник науково-дослідної групи, астронавт |
| Том Пауерс      | Томас Теєр       | генерал американський військ, астронавт     |
| Дік Вессон      | Джой Свіні       | помічник радиста Брауна, астронавт          |

### Другорядні ролі
- Ерін О’Браєн-Мур — Емілі Каргрейвс
- Еверетт Глас — Ла Порте
- Грейс Стеффорд — Вуді Вудпекер (голос)

## Створення

### Передісторія
Перші повоєнні роки — час золотого століття наукової фантастики. У цей період побачені світом твори стали класикою так званої твердої фантастики — роботи Кларка, Азімова, Лайнстера та інших. Книги користувалися великою популярністю у читачів. У 1946—1949 році успішно пройшли перші суборбітальні запуски балістичних ракет. У ЗМІ активно обговорювалися можливості використання ракет з метою дослідження космосу і для цивільних потреб.

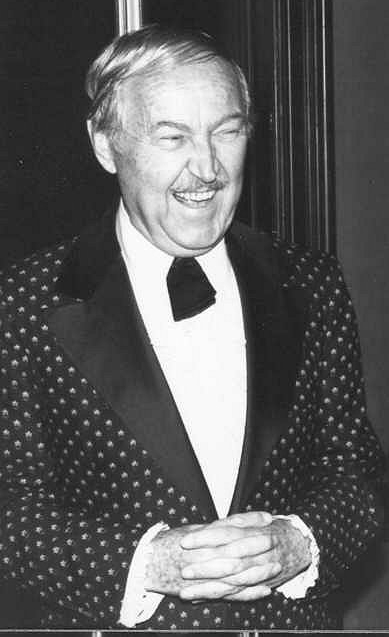
Джордж Пал (1979).

У 1947 році Роберт Гайнлайн написав роман «Ракетний корабель „Галілео“», в якому мова йшла про молодого вченого та його юного помічника, які збудували ракету для польоту на Місяць. Герої з'ясовують, що на Місяць раніше від них потрапили неонацисти і заснували там військову базу. Як згадував Гайнлайн, в цей же час у нього і з'явилася ідея екранізувати фантастику. Він вважав, що зйомки подібного фільму можуть мати далекосяжні наслідки і вплив на суспільну думку у ставлення до польотів у космос. Спочатку письменник планував зняти документальний або науково-популярний фільм.
1948 року письменник відвідав Голлівуд і зустрівся там з Фріцем Лангом. Спроба спільної творчості не вдалася. Ланг був людиною, з якою було непросто знайти спільну мову. Потім Гайнлайн зустрівся зі сценаристом Елфордом ван Ронкелем і потім з іншим однодумцем — продюсером Джорджем Палом. Пал, який вже мав певне ім'я в кіноіндустрії, виношував аналогічний задум і сторони погодилися створити сценарій ігрового фільму.
Ідея не зустріла розуміння у великих кіностудій і показалася «занадто фантастичною», як висловився Гайнлайн. Глядачів у той час цікавили мелодрами, мюзикли і вестерни. Досвід зйомок і прокату фантастичного кіно був досить обмеженим. Або це були новаторські роботи, подібні фільмів Фріца Ланга («Метрополіс», «Жінка на Місяці»), або картини казкового характеру, орієнтовані на підліткову аудиторію (кіносеріал «Флеш Гордон» та «Бак Роджерс». Як би там не було, вони не мали особливого касового успіху. Однак масова популярність науково-фантастичної літератури в 1950-х говорила про те, що в ідеї безумовно є перспективи. Наприкінці 1940-х Голлівуд вперше став відчувати конкуренцію з боку телебачення і кіностудії шукали нові рішення.
Джордж Пал знайшов підтримку в невеликій компанії Eagle-Lion Films (Eagle-Lion Films), де до цього випускалися в основному фільми категорії B. Сторони домовилися про бюджет приблизно в $600 тис. і запланували розпочати виробництво картини приблизно в середині 1949 року. Робочою назвою картини стало «Operation Moon» («Операція Місяць») і «Journey to the Moon» («Подорож на Місяць»). Творці відразу відійшли від сюжету книги. Гайнлайн і Пал вирішили повністю змінити концепцію, прибравши з майбутньої картини колишній історико-соціальний контекст, пов'язаний з неонацизмом, і сфокусувалися в сценарії на технократичному та документальному підході. Представники кінокомпанії змушували кілька разів переробляти сценарій, побоюючись провалу. Чимало зусиль довелося витратити на те, щоб пояснювати керівництву студії елементарні для вченого поняття (наприклад, те, що на Місяці немає атмосфери) і пов'язані з цим особливості сценарію. Насилу консультанти змогли домогтися виключення з картини, звичної в той час, легкої музичної інтерлюдії, про що так наполягало керівництво студії, яке в один момент навіть вирішив знімати майже мюзикл. У підсумку від книги залишився тільки політ на Місяць і прізвище головного героя. Гайнлайн надав дуже велике значення точності в технічній стороні питання і постійно консультувався з фахівцями в ракетній техніці і астрономії. Навіть місце посадки в районі кратера Гарпалус стало предметом обговорення. Земля з поверхні свого природного супутника в картині видно в кадрі саме там, де їй належить бути. Джордж Пал ретельно готувався до зйомок, відпрацьовуючи всі технічні питання, які могли виникнути в ході виробництва. Фаза препродакшн сильно затягнулася і зйомки були відкладені на рік.

У мене в голові склався критерій по відношенню до даної стрічки: якщо публіка емоційно повірить у можливість подорожі на Місяць, у тому вигляді як зображено у фільмі, картину чекає фінансовий і будь-який інший успіх. Якщо ні — вона провалиться.
Оригінальний текст (англ.)
There is to my mind, a basic criterion which should be axiomatic in dealing with this picture: if the audience believes emotionally that they are making a trip to the Moon while they are seeing this picture, the picture will be a success, financially and other ways. If they don't, we're a flop.
— Роберт Гайнлайн

### Підбір команди
Одночасно з підготовкою сценарію Джордж Пал почав підбір команди. Насамперед, він вирішив, що в картині будуть зайняті маловідомі виконавці, так як акторська гра і конфлікт на рівні особистостей, як вважав продюсер, не будуть настільки важливі в майбутній стрічці. Певне ім'я серед акторів мав тільки Арчер Джон (John Archer (actor)), який здобув популярність завдяки ролі в картині «Біле каління». В якості художника-постановника продюсер привернув Чеслі Боунстелла, що спеціалізувалося на астрономічній тематиці. Ілюстрації до книги «Підкорення космосу» (The Conquest of Space) 1949 року Боунстелла, послужили основною до розкадруванні майбутньої картини. Образ ракети, сильно нагадує ракету Фау-2 яка також була запозичена з цієї книги. Лі Завітс (Lee Zavitz) став відповідальним за спеціальні ефекти. Консультантом проекту в області ракетної техніки став вельми примітний чоловік — інженер Герман Оберт, який працював ще з Фріцем Лангом в картині «Жінка на Місяці». Пал заохочував всякий креативний початок. Гайнлайн згадував, що йому було дуже комфортно працювати з Джорджем Палом, так як він давав повну творчу свободу всім, з ким він працював, не контролюючи їх у дрібницях.
Вирішивши, що суворе протягом картини треба чимось урізноманітнити, Гайнлайн і Пал вирішили додати в анімаційну картину вставку. У ній дятел Вуді створений Волтером Ланцем розповідає про деякі принципи космічного польоту. Ще в 1948 році почалася підготовка декорацій, обладнання та пробні зйомки. Бажаючи мінімізувати ризик, Джордж Пал навіть зробив невелику кампанію свого роду в фокус-групах. У кількох кінотеатрах показали невеликі вже зняті уривки з картини і він простежив за реакцією публіки.

### Зйомки й випуск у прокат
Після майже річного періоду підготовки натурні й павільйонні зйомки пройшли з 14 листопада 1949 по кінець грудня 1949 року. Зйомки велися на кольорову плівку 35 мм, в технології Technicolor Three Strip.
Продюсер і режисер постійно зверталися по допомогу до консультантів з тим, щоб зйомки повністю відповідали задуму. Творцям довелося вступити на абсолютно нову територію і багато проблем вирішувалися вперше. Як згадував Роберт Гайнлайн, виробництво картини власне і нагадувало реальну підготовку до польоту в космос. Щоб передати на екрані події в кабіні ракети в невагомості довелося піти на складнощі, створивши спеціальне кріплення камери і робоче місце оператора, яке могло обертатися. Одними з перших творці використовували ефект, який потім часто використовувався в багатьох картинах про космічні подорожі — спотворення осіб космонавтів через перевантаження під час старту ракети з Землі. Подібний ефект (який, до речі є художнім вимислом) був переданий спеціальним гримом і накладками на обличчі.
Окрема складність виникла зі скафандрами. Спочатку режисер хотів запозичити амуніцію у льотчиків. Таке вбрання виглядало дуже виграшно і автентично, але виявилося, що тканина подібних костюмів ніжна і легко рвалася від зіткнення з рояльними струнами, на яких підвішували акторів для імітації невагомості. Художникові довелося створювати з нуля дизайн скафандрів, але зате Пайчел отримав те, що хотів: одяг акторів в різнокольорові скафандри і так їх стало легше розрізняти глядачеві. У важких, закритих скафандрах акторам було важко пересуватися, і вони швидко задихалися і втомлювалися. Дійшло до того, що довелося застосувати примусову вентиляцію, а Ірвіні Пайчел — кинути звичку палити на знімальному майданчику. Зазвичай в американських фільмах того часу, звук записувався безпосередньо на знімальному майданчику, однак тут довелося відмовитися від звичного підходу. По-перше, з скафандрів все одно не було чути голоси акторів; а по-друге, двері павільйонів, для кращої вентиляції, були відкриті і шуми з вулиці проникали всередину. Таким чином, звук довелося накладати вже на етапі постпродакшн.
Для зйомок епізодів пов'язаних з ракетою декораторам довелося створити повнорозмірну репліку ракети висотою близько 40 метрів. Ділянку місячної поверхні там, де сіла ракета, було повністю відтворено в павільйоні. Його будівництво тривало близько двох місяців. Зоряним небом стали кілька сотень квадратних метрів оксамиту натягнутого на задньому плані і автомобільні лампочки в якості «зірок». Для більш реалістичного створення кратера Гарпалус використовувалися свіжі фотографії поверхні Місяця, зроблені в обсерваторії Паломар. Вінцем роботи художника Боунстелла стала картина маслом площею в кілька десятків квадратних метрів, що зображає місячний пейзаж на задньому плані. У роботі над фільмом Джорджу Палу дуже допоміг минулий досвід роботи над анімаційними стрічками. У картині в цілому близько 5 хвилин анімаційних вставок, і тільки на їх підготовку і зйомки пішло стільки ж часу, скільки і на зйомки всієї ігрової частини картини.
У крайньому поспіху невелика студія Lipert Pictures викинула в прокат на три тижні раніше чорно-білу картину «Ракета XM-1» (Rocketship X-M) зі схожим сюжетом. Джордж Пал холоднокровно сприйняв цю звістку і ніяк не став підганяти своїх людей, вирішивши закінчити картину відповідно з графіком. Картина «Місце призначення — Місяць» вийшла в прокат 26 червня 1950 року. Картина виявилася досить успішною в прокаті. При бюджеті приблизно в $600 тис. вона зібрала в кінотеатрах США понад $5 млн.

## Оцінка

### Критика і достовірність

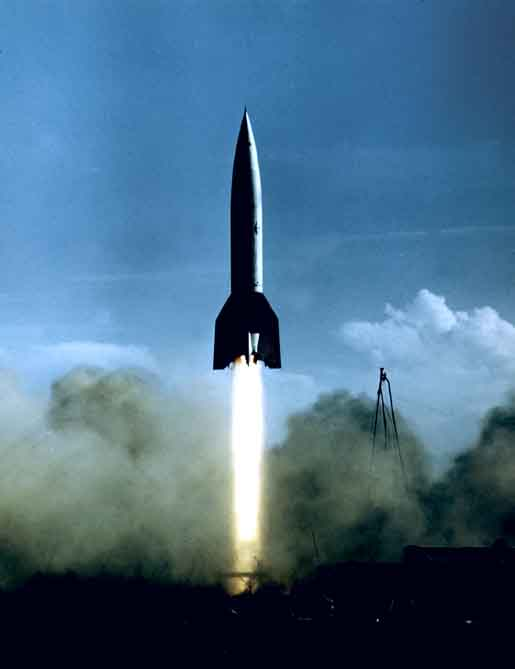
Космічні ракети в фільмах 1950-х копіювали образ Фау-2

Адекватна оцінка фільму критиками свого часу ускладнювалась тим, що його важко було з чимось порівняти. Сюжет картини передає історію в документальному ключі, з позицій «твердої фантастики» його навіть можна назвати дещо нудним. Тут немає прибульців, бластерів і літаючих тарілок. Присутній і певний ідеологічний підтекст — на стартовому майданчику ракети нишпорять неназвані ворожі агенти, влаштовують диверсії, однак ця тема не має подальшого розвитку. Немає в картині ні особливої драми, ні романтичної лінії. Сучасні критики акторську гру назвали «натужною». Великі вставки, які роз'яснюють глядачеві деякі технічні тонкощі, ще більше зближують «Місце призначення — Місяць» з науково-популярними фільмами. Певне напруження і сюжетний поворот можна спостерігати ближче перед кінцівкою, однак, всі ці дії швидше технократичного напрямку. Письменник Джон Бакстер (John Baxter (author)) висловився, що фільм вийшов досить нудною «виробничою драмою» з життя самих астронавтів.
Бослі Краутер зазначив, що глядач навряд чи оцінить намагання авторів відобразити наукову достовірність. Втім, новизна сюжету картини і революційні для свого часу спецефекти також вражали. Це вже не спроби екранізації Жуля Верна або Орсона Веллса: події показані в новій традиції. На екрані не відбувається нічого екстраординарного, але глядач починає співпереживати героям, занурюючись в атмосферу підготовки експедиції і самого польоту. Краутер вказав на режисерську недоробку. Вона була в тому, що під час висадки на Місяць астронавтів — власне, нічого не відбувається. Глядачеві досить тривалий час доводиться чекати розвитку подій.
Цілком простими були і деякі технічні неточності, які кидаються сучасному глядачеві у вічі. У реальності для економії палива при посадці космонавти користувалися окремим посадковим модулем — про такі тонкощі творці ще не знали. Чеслі Боунстелл мимоволі став автором і іншої суттєвої помилки. Для більшого ефекту він зобразив поверхню Місяця з глибокими долинами і високими горами в «земному» стилі — з нерівними краями і сильно порізаними ерозією, якої на Місяці немає. Ракета у фільмі фактично є прямою, її опис у цілому досить достовірний. Цілком коректним було те, що більшу частину спорядженої маси ракети складає пальне — тільки так можна подолати тяжіння Землі. Деякі деталі передбачили і досить точно описали подробиці подорожі та перебування на Місяці. Наприклад, своєрідну місячну ходу, пов'язану з низькою гравітацією.

### Значення і визнання
Картина стала фактично першим кольоровим повнометражним науково-фантастичним фільмом в сучасній традиції. «Місце призначення — Місяць» несла на собі відбиток свого часу і в настрої виразно відчувається епоха холодної війни і гонки озброєнь. У картині міститься також і явний натяк на початок  космічної гонки між СРСР і США, але її значення в історії кінематографа виявилося далеко за межами звичайного кон'юнктурного успіху. Прийоми марсіанської ходи справили великий вплив на розвиток жанру на багато років. У картини з її обмеженим бюджетом практично не було рекламної кампанії, однак ще на етапі виробництва новаторська робота привернула увагу ЗМІ. У результаті виявилося, що навіть невелика студія змогла вплинути на розвиток кіноіндустрії в цілому. Використані в картині трюки і візуальні ефекти збагатили арсенал засобів її наступників. «Коли світи зіткнуться», «Зворотний відлік» та інші фантастичні картини випробували на собі значний вплив фільму Джорджа Пала. Стенлі Кубрик «Космічної одіссеї 2001 року» використовував схожий прийом повільного розвитку подій з пильною увагою технічним деталям. Наступники копіювали навіть трейлер картини, підкреслюючи, що головною дійовою особою фільму стають технології і спеціальні ефекти, на які і був головним чином витрачений бюджет картини. У багатьох стрічках 1950-х стало модним використовувати ракету з сигароподібним сріблястим корпусом, у відповідності з дизайном Боунстелла. Після картини популярним став специфічний технічний жаргон («Г'юстоне, у нас проблема»), які використовували герої картини. Навіть словосполучення «Destination — Moon» після виходу в прокат стійко увійшло до словника англійської мови.
«Щось з іншого світу» та «Місце призначення — Місяць» заклали основу для двох типів сюжетів майбутніх науково-фантастичних картин. Якщо перша стала класикою фантастики жахів, то друга застовпила технократичний напрямок. Річард Годженс, у статті «Коротка трагедія кінофантастики», відзначив історичне значення фільму «Місце призначення — Місяць», традиція якого до його жалю не стала масовою. В наш час у глядача фантастика асоціюється, насамперед, з насильством і жахами. Між тим фільм 1950 року, який стояв біля витоків жанру, пропонував зовсім інший напрямок розвитку жанру, набагато більш співзвучне з книжковою фантастикою. Критик Вів'єн Собчак зазначила, що нудна на перший погляд, подорож на Місяць демонструвало майбутнє злиття людини і можливостей технології. Досягнення, здаються ще вчора неможливими цілей за межами Землі. Картина зовсім не про священний страх перед загадковими машинами та їх жерцями вченими, а про те, що саме наука дасть людині зробити наступний крок у незвідане.
Один з героїв картини вимовляє фразу: «Хто б не контролював Місяць — у майбутньому буде контролювати й Землю» (whoever controls the moon will control the Earth). У фільмі виявилися передбачені багато події пов'язані з реальною висадкою на Місяць. Аж до урочистих слів, які супроводжували перший крок людини Місяці.

### Нагороди і номінації
- 1951 — Премія «Оскар»
  - Премія «Оскар» за кращі візуальні ефекти
- номінації на «Оскар»
  - Премія «Оскар» за кращу роботу художника-постановника

- 1951 — 1-й Берлінський міжнародний кінофестиваль
  - «Бронзовий ведмідь» — краща драма/пригоди
- 1951 — премія Г'юго[~ 3]
  - краща драматична постановка

## Саундтрек
Музика саундтреків, написана композитором Лейтом Стівенсом(Leith Stevens), заслуговує на увагу завдяки своїм атмосферним темам та музичним мотивам, які додають тонких, але важливих деталей та емоцій до різних драматичних моментів у фільмі. За словами Джорджа Пала та біографа Гейла Моргана Гікмана(Gail Morgan Hickman), «Стівенс» … консультувався з численними вченими, у тому числі Вернером фон Брауном, щоб отримати уявлення про те, який простір потрібно створити для доброї музики. Сценарій Стівенса Destination Moon отримав перший випуск у США в 1950 році на 10-дюймовий 33 об / хв. Monaural LP від Columbia Records:
| Список музичних композицій та тем | Список музичних композицій та тем                               | Список музичних композицій та тем |
| #                                 | Назва                                                           | Тривалість                        |
| --------------------------------- | --------------------------------------------------------------- | --------------------------------- |
| 1.                                | «"Earth: Prelude"»                                              | 02:50                             |
| 2.                                | «"Earth: Planning and Building of the Great Rocket"»            | 05:03                             |
| 3.                                | «"In Outer Space"»                                              | 06:53                             |
| 4.                                | «On the Surface of the Moon: The Crater Harpalus"»              | 04:10                             |
| 5.                                | «"On the Surface of the Moon: Exploring the Moon"»              | 01:58                             |
| 6.                                | «"On the Surface of the Moon: The Dilemma"»                     | 02:40                             |
| 7.                                | «"On the Surface of the Moon: Escape from the Moon and Finale"» | 03:11                             |

Пізніше, у 1950-х роках, оцінка була повторно випущена на 12-дюймовий високоякісний монохромний LP на Омега-Диску. Омега-диск знов вийшов у 1960 році як стереофонічний 33 1/3 LP. У 1980 році оцінка була повторно випущена на стерео LP Варізі Сарабанді і знову в 1995 році на стерео LP від Citadel Records. Розширена та повна версія 56,32 хвилини оригіналу фільму Стівена, обмежена 1 000 примірниками, була випущена на компакт-диску в 2012 році за допомогою Monstrous Movie Music; також на компакт-диску є випадкова музика Кларенса Вілера, використана для мультиплікаційного фільму Вуді Вудпекера. Також включений ілюстрований 20-сторінковий буклет лайнерський нотаток.

## Реліз
Незважаючи на те, що бюджет фільму складав півмільйона доларів і була запущена велика піар-компанія в медіа й радіо, яка розказувала про його реліз, урешті-решт він став другим космічно-пригодницьким фільмом в епоху Другої світової війни.
Також, незважаючи на стрімку популярність, Ліберті Пікчерз (Robert L. Lippert) мав малий бюджет сумою в 94 тис. $ і миттєво злетів.
Показ ракети Х-М (Rocketship X-M) про перший космічний корабель який вирушив на дистанцію Марса, був відкритий у кіно за 25 днів перед компанією Pal.

## Перевидання
Картина не була видана на відеокасетах. Через проблеми з авторськими правами картин компанії Eagle-Lion перейшли спочатку до MGM і потім United Artists. У 2000 році, до 50-річного ювілею картини, було здійснено DVD видання компанією Image Entertainment. Ресурс DVD Savant оцінив якості перенесення як задовільний, зауваживши, що, на щастя картина взагалі збереглася в як-небудь прийнятій якості. Видання досить скромне: звукова доріжка тільки моно і відсутні субтитри. Додаткові матеріали практично відсутні: є тільки трейлер і кілька плакатів часу випуску в прокат.